# La Pierre de Lune (Johan et Pirlouit)
Pour les articles homonymes, voir Pierre de lune (homonymie).
La Pierre de Lune est la quatrième histoire de la série Johan et Pirlouit de Peyo. Elle est publiée pour la première fois du no 891 au no 912 du journal Spirou, puis sous forme d'album en 1956. C'est le premier tome présenté comme « Une aventure de Johan et Pirlouit », et celui dans lequel apparaît l'enchanteur Homnibus (qui permettra l'introduction dans la série du monde magique des Schtroumpfs), qui permet de donner aux aventures médiévales une dimension magique (même si la sorcellerie était déjà présente dès Le maître de Roucybeuf avec la sorcière Rachel).

## Univers

### Synopsis
Alors que Johan et Pirlouit déambulent sur les murailles, un cavalier blessé arrive, épuisé, au château. Le soir même, un inconnu, le Sire de Boustroux, demande l’hospitalité au Roi et cherche à voir le blessé. Ce dernier, sortant brièvement de son évanouissement, confie à Johan et Pirlouit qu’il rapporte d’un pays lointain une pierre magique, la Pierre de Lune, pour la remettre à son maître, l’enchanteur Homnibus.
Le blessé les prévient aussi de se méfier de Boustroux, vulgaire voleur, qui veut lui ravir la pierre pour servir de noirs desseins. Il demande enfin à Johan et Pirlouit de porter eux-mêmes la pierre à l’enchanteur.
Le lendemain, Johan et Pirlouit se mettent en route.

### Personnages
- Johan et Pirlouit
- Homnibus, Olivier
- Boustroux
- Le Comte de Tréville
- Le roi
- Les hommes de Boustroux

## Historique
Boustroux a les traits de l'acteur britannique Basil Rathbone.